# Estación de Corseaux-Cornalles
La estación de Corseaux-Cornalles es un apeadero de la comuna suiza de Corseaux, en el Cantón de Vaud.

## Historia y situación
El apeadero de Corseaux-Cornalles fue inaugurado en el año 1996 en la línea que une a Vevey con la estación de Puidoux-Chexbres (Perteneciente a la línea Lausana - Berna).
Se encuentra ubicada en el centro del núcleo urbano de Corseaux. Cuenta con un andén lateral al que accede una vía pasante.
En términos ferroviarios, el apeadero se sitúa en la línea Vevey - Puidoux-Chexbres. Sus dependencias ferroviarias colaterales son la estación de Vevey-Funi hacia Vevey, y la estación de Chexbres-Village en dirección Puidoux-Chexbres.

## Servicios ferroviarios
Los servicios ferroviarios de este apeadero están prestados por SBB-CFF-FFS:

### RER Vaud
El apeadero forma parte de la red de trenes de cercanías RER Vaud, que se caracteriza por trenes de alta frecuencia que conectan las principales ciudades y comunas del cantón de Vaud. Por él pasa una línea de la red:
- S 31 Vevey - Chexbres-Village - Puidoux-Chexbres.